# Bombardování Bělehradu (1862)

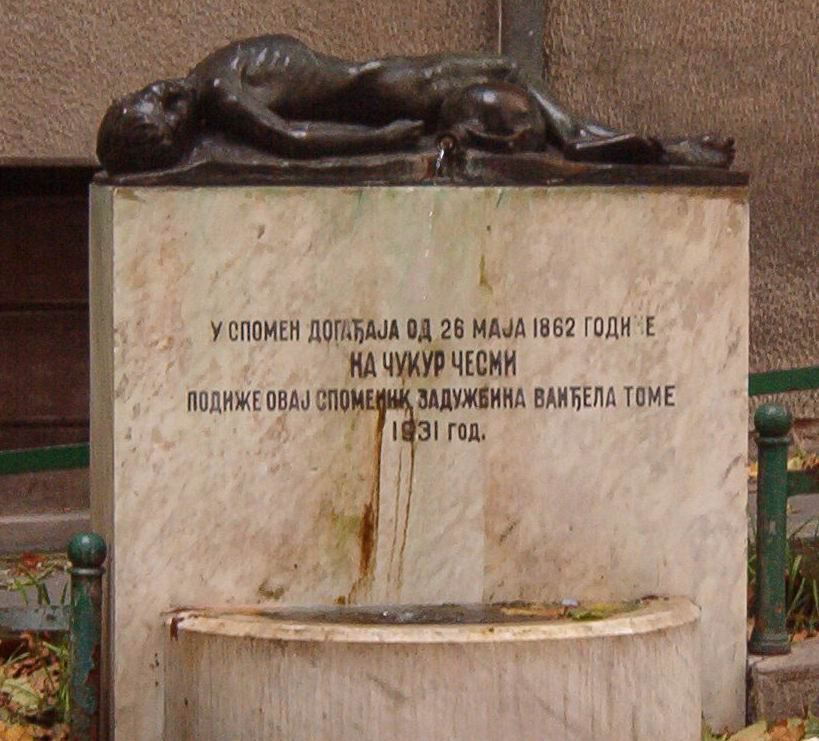
Památník střetu u kašny Čukur, která byla záminkou k bombardování.

Bombardování Bělehradu v roce 1862 se odehrálo dne 5. června (17. června dle gregoriánského kalendáře). Trvalo do devíti hodin ráno do poledne. Během bombardování bylo město značně poškozeno.
Po incidentu u kašny Čukur, kde se ve sporu o pořadí u kašny mezi sebou střetlo několik osmanských vojáků a místních Srbů, došlo k eskalaci násilnosti na dalších místech srbské metropole. Přestože srbské knížectví bylo nezávislým státem, na několika místech (včetně Bělehradu) byly i nadále povoleny turecké vojenské posádky. Boje vyvrcholily několika mrtvými na obou stranách; následovalo příměří, které bylo uzavřeno 4. června. Turečtí vojáci se stáhli do pevnosti Kalemegdan. Vzhledem k tomu, že turecká posádka byla se situací nespokojena, požádali Turci svého zástupce Ašir-pašu, aby nařídil bombardování města. Následujícího dne, kdy se konal pohřeb dvou padlých tureckých vojáků z potyček předchozího dne, zahájili Turci palbu z Kalemegdanu směrem k břehu řeky Sávy, kde žilo srbské obyvatelstvo.
Bombardování bylo následně přerušeno na žádost britského konzula, který naléhal na mírové řešení vzájemného sporu. Srbský kníže Mihailo Obrenović během bombardování nebyl v Bělehradě, neboť byl na návštěvě okolí Podriní, Valjeva a Šabace. Vzhledem k vývoji událostí byl přinucen se vrátit zpět do metropole, nicméně jeho návrat se uskutečnil už v okamžiku, kdy byla zastavena palba.
Srbové následně svolali ozbrojence do města, kterých se dostavilo na 13 tisíc. Ti bránili Turkům v případném opuštění pevnosti. Zástupci západních mocností bombardování hbitě využili k nátlaku na Turecko, aby vyklidilo další pozice v jihovýchodní Evropě.[zdroj?] Následně byla podepsána smlouva o stažení některých tureckých posádek ze srbského území. Srbům však byla splněna jen část jejich požadavků, neboť některé posádky turecké armády i nadále mohly působit v pevnostech na srbském území. Turci však byli přinuceni zničit pevnosti v Užici a v jihovýchodní části Srbska.